# Xi Han wuling

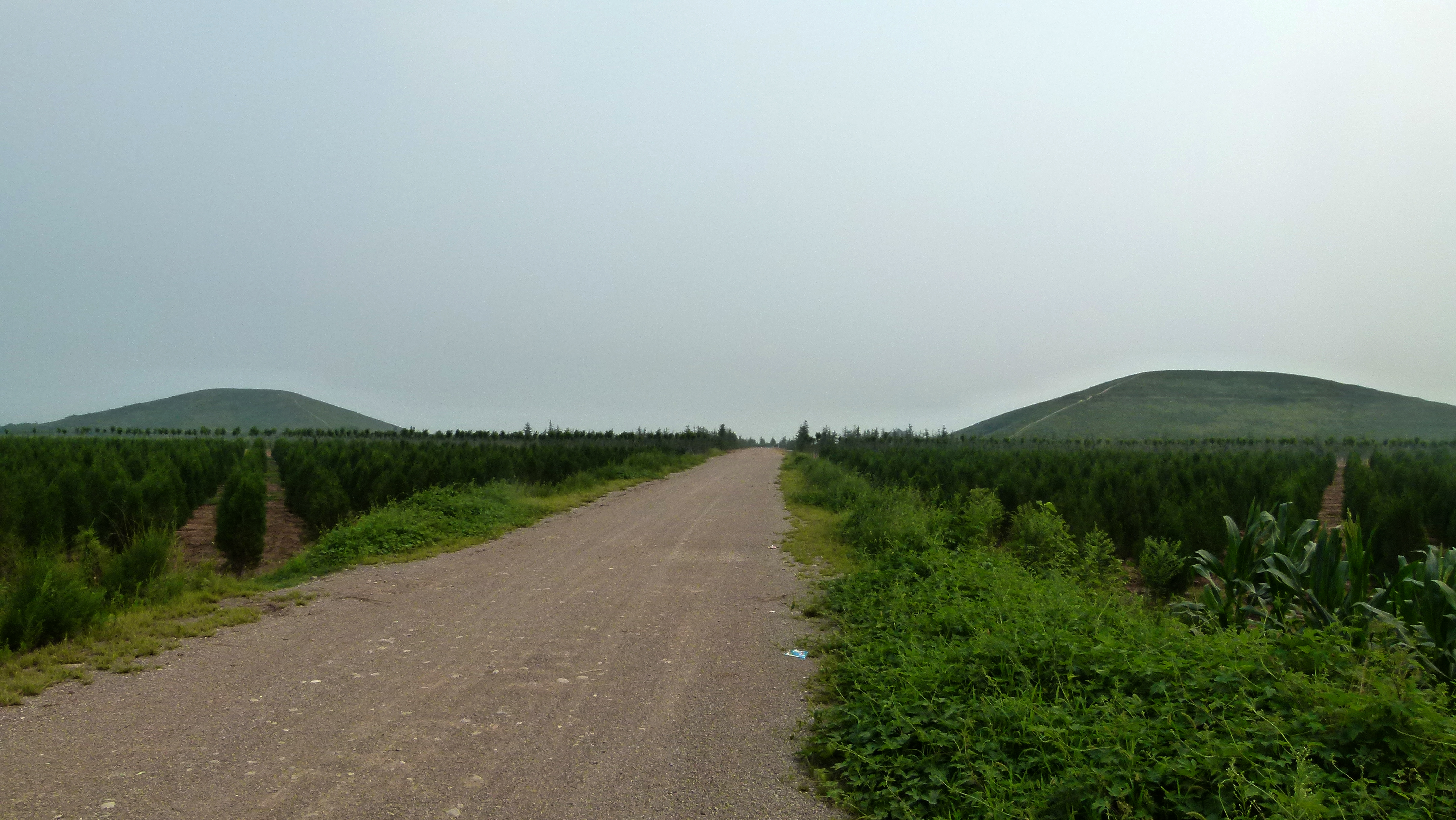
De grafheuvel voor de keizer en keizerin; Han Changling

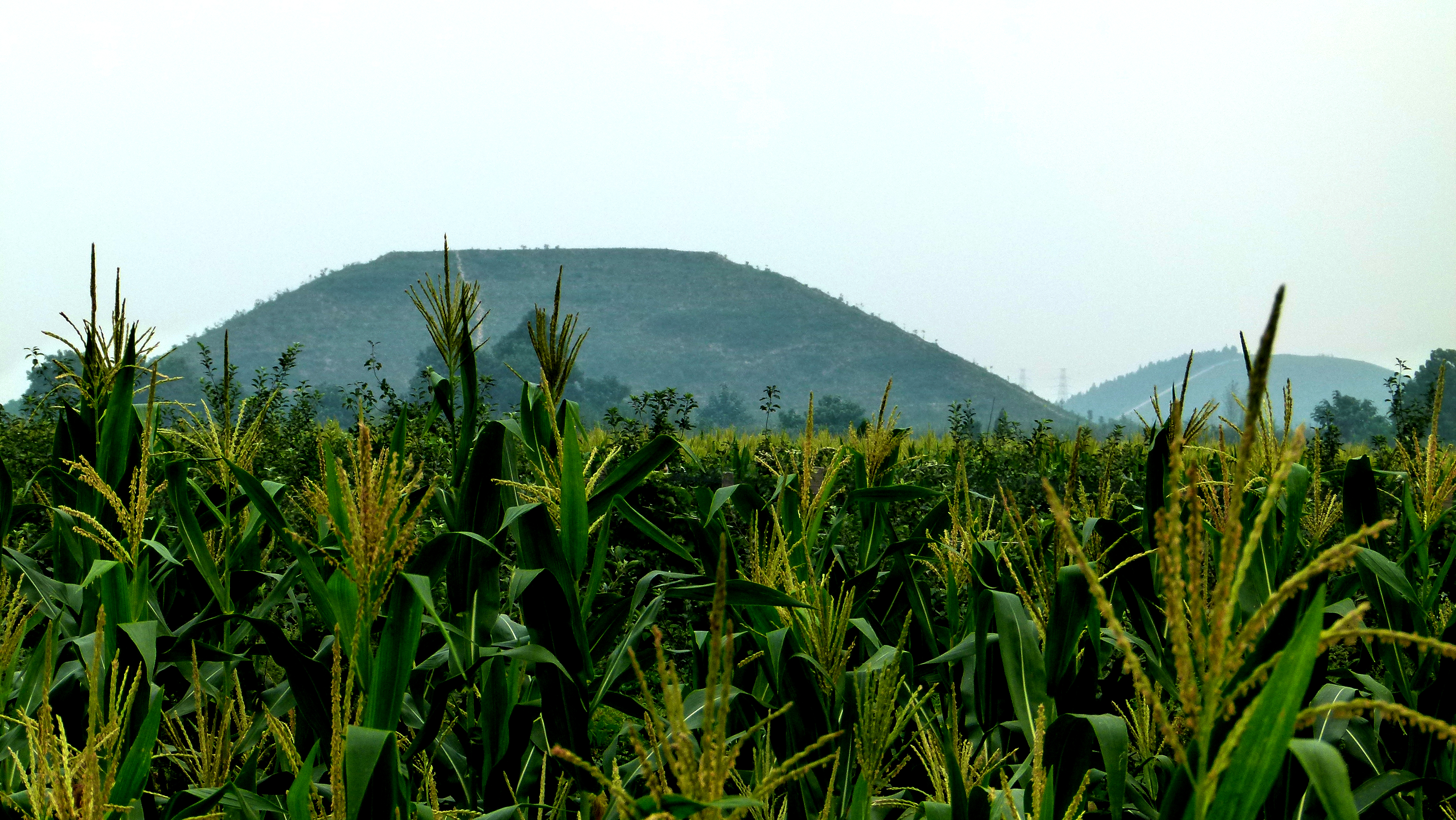
De grafheuvel voor de keizer en keizerin; Han Pingling

De Xi Han wuling zijn zijn vijf grafheuvels van keizers van de westelijke Han-dynastie.
Naast de grafheuvels voor de keizers zijn meerdere grafheuvels gebouwd, zoals grafheuvels voor keizerinnen en generaals. 
- Han Changling werd gebouwd voor Han Gaozu.
- Han Anling werd gebouwd voor Han Huidi.
- Han Yang Ling werd gebouwd voor Han Jingdi.
- Han Maoling werd gebouwd voor Han Wudi.
- Han Pingling werd gebouwd voor Han Zhaodi.

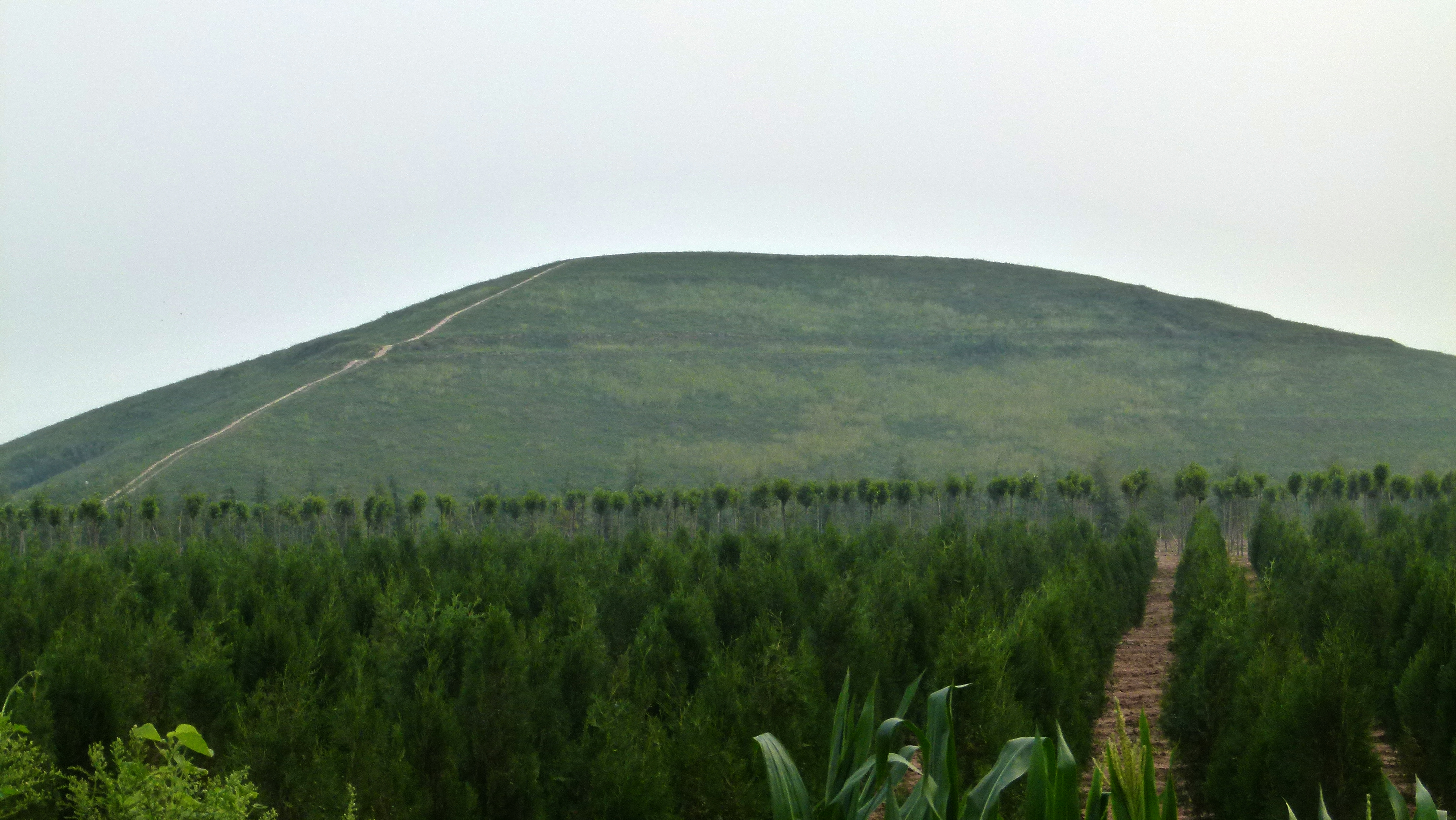
Han Changling
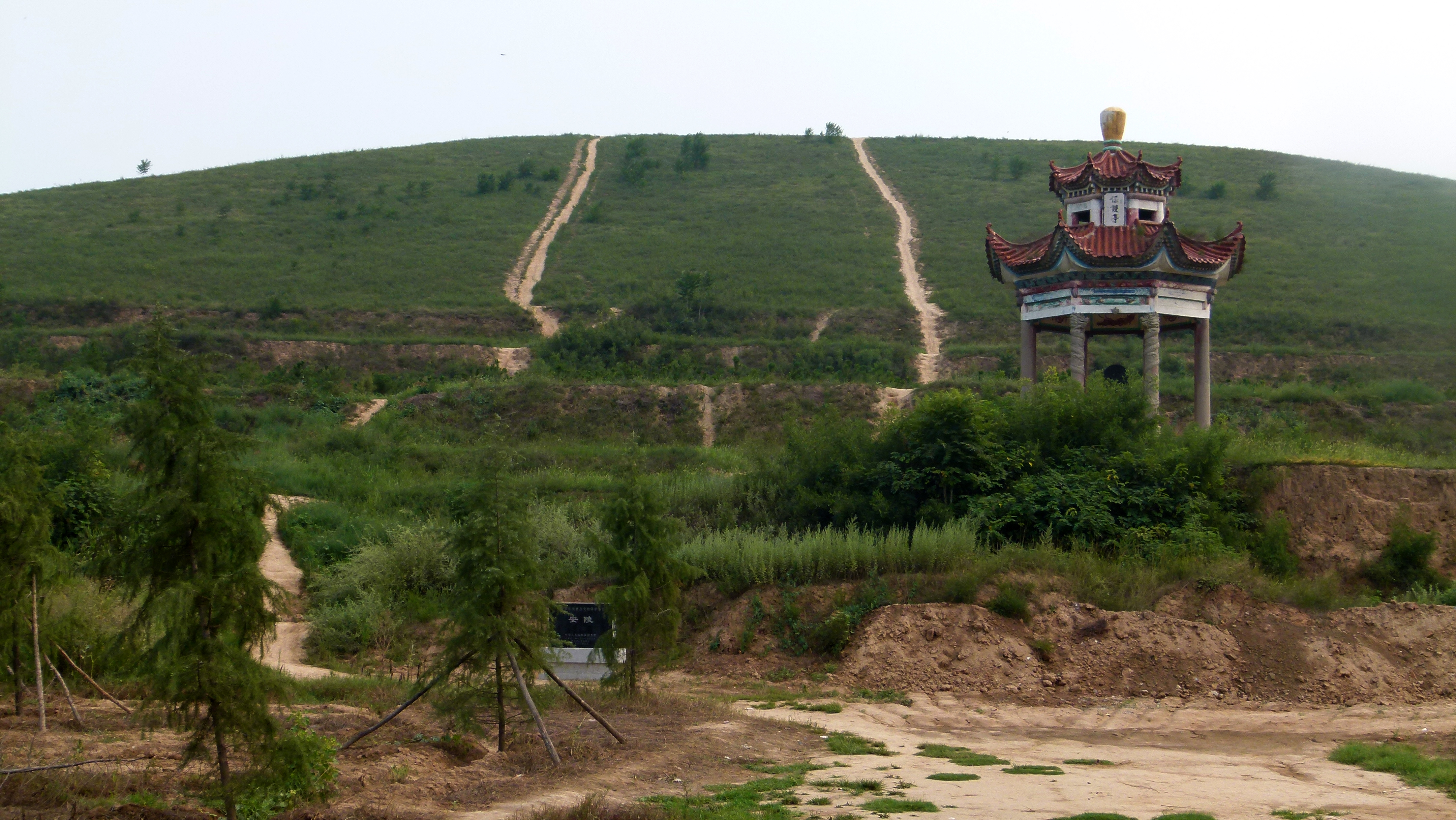
Han Anling
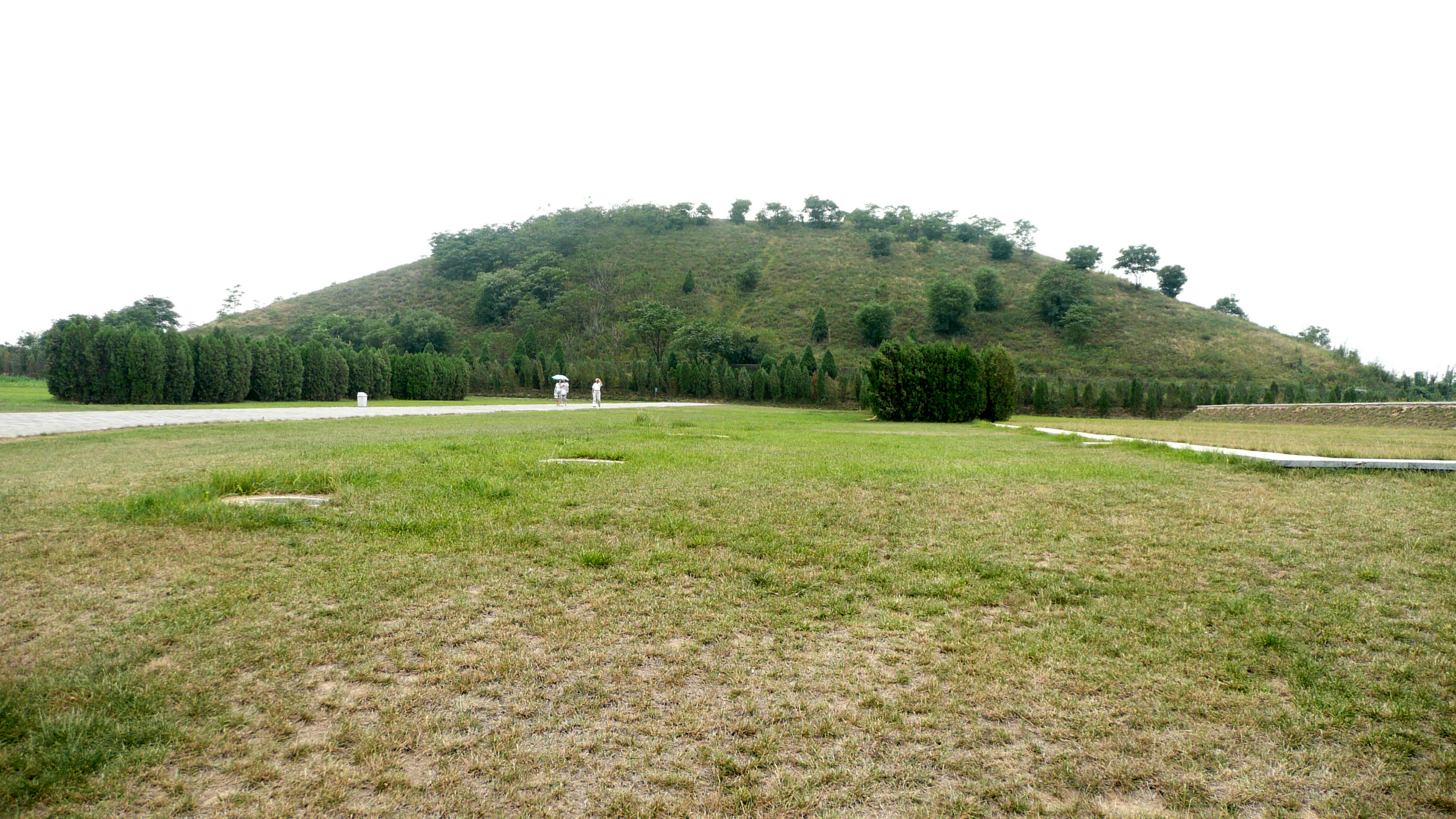
Han Yang Ling
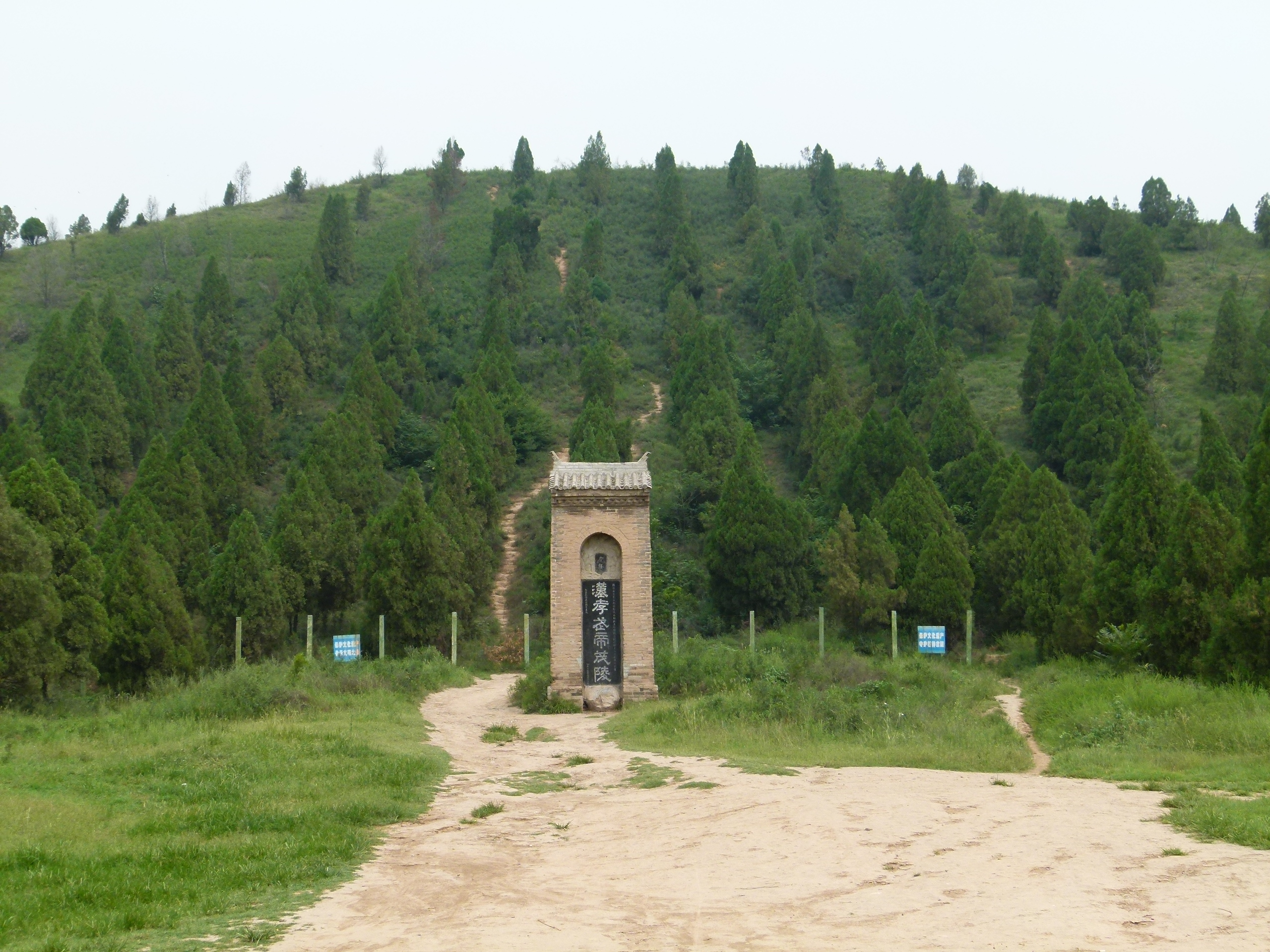
Han Maoling
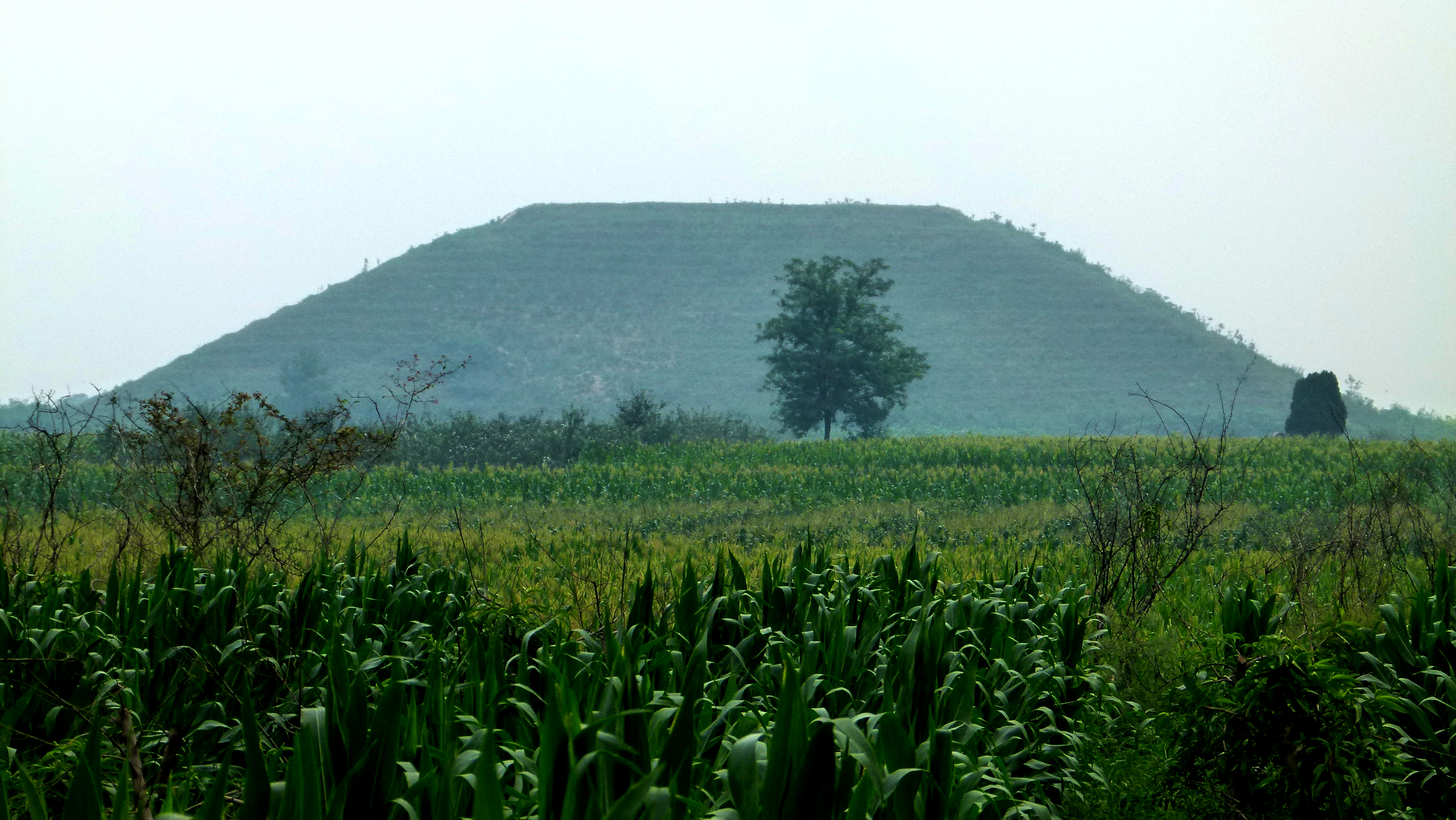
Han Pingling